# Suračevo
Suračevo (en serbe cyrillique : Сурачево) est un village de Serbie situé dans la municipalité de Babušnica, district de Pirot. Au recensement de 2011, il comptait 374 habitants.

## Démographie
| 1948 | 1953 | 1961 | 1971 | 1981 | 1991 | 2002 | 2011 |
| ---- | ---- | ---- | ---- | ---- | ---- | ---- | ---- |
| 802  | 774  | 682  | 593  | 536  | 497  | 444  | 374  |

|  |